# Traité d'Étaples
Le traité d'Étaples est signé, au château d'Étaples, le 3 novembre 1492 entre le royaume de France et celui d’Angleterre. Philippe de Crèvecœur d'Esquerdes le négocie du côté français.

## Contexte historique
Le traité met fin à l’attaque anglaise du nord de la France (siège de Boulogne), lancée en représailles au soutien du roi de France Charles VIII au prétendant Perkin Warbeck. Le traité est ratifié en décembre.

## Clauses
- Le roi de France expulse Perkin Warbeck et verse une indemnité de 159 000 £.
- Le Trésor royal français règle les dettes du duché de Bretagne envers l’Angleterre, soit 620 000 couronnes d’or, plus une indemnité de 125 000 couronnes ; le versement est prévu par tranches de 50 000 couronnes par an, ce qui augmente les revenus d’Henri VII d’Angleterre d’au moins 50 %.

- De son côté, le roi Henri VII d'Angleterre, membre de la coalition des évincés à la succession de Bretagne, reconnaît la prise de contrôle de la Bretagne par le roi de France.

## Conséquences
La paix d’Étaples peut être considérée comme un succès spectaculaire pour l'Angleterre : une faible incursion militaire pousse la France à négocier la paix, pour éviter un nouveau conflit de longue durée avec les Anglais (le traité de Picquigny, réglant la guerre de Cent Ans, est signé en 1475). Le roi de France abandonne Warbeck, ce qui élimine un des ennemis les plus importants d’Henri VII. 
Cependant, Henri VII abandonne la Bretagne et renie le traité de Redon. La Bretagne était rattachée à la France depuis l’année précédente, et les avantages ont semblé être supérieurs aux coûts. Il a fait ceci tout en accord avec le traité de Medina del Campo signé avec l'Espagne en 1489. Avec ce traité, Charles VIII, arrière-petit-fils de Yolande d'Anjou, pour concrétiser ses prétentions, qu'il tenait de la maison d'Anjou, sur le royaume de Naples, se libère de la menace que fait peser sur lui Henri VII d'Angleterre.
Ce traité marque le début du rapprochement entre les royaumes de France et d’Angleterre, qui se poursuit tout au long du règne d’Henri VII. Il assurera la paix entre les deux pays, Louis XII acquittant le versement annuel après son accession à la royauté en 1498. La paix durera jusqu'en 1513.